# Amor prohibido (álbum de Selena)
Amor prohibido es el cuarto álbum de estudio de Selena. Fue lanzado el 22 de marzo de 1994 por la compañía discográfica EMI Latin. Después de haber conseguido una base sólida de fanáticos con su anterior trabajo, la compañía pretendía ampliar su atractivo con su próximo lanzamiento. Al tener dificultades para igualar el éxito de «Como la flor», A.B. Quintanilla recurrió al apoyo de Ricky Vela y Pete Astudillo para componer las canciones del nuevo material. El álbum incorpora sonidos más maduros, con elementos de música experimental, además de combinar diferentes géneros musicales como tejano, cumbia mexicana y dance pop. Las letras abordan temas como el amor no correspondido, la infidelidad y la división social.
Luego del asesinato de Selena, el 31 de marzo de 1995, el álbum ingresó nuevamente en la lista Billboard 200, en el puesto 29, y fue certificado oro. Tres semanas después fue certificado con un disco de platino y recertificado 36 (treinta y seis) veces por la misma, entregados por la Recording Industry Association of America (RIAA), lo que denota 2.14 millones de unidades equivalentes a álbumes vendidos. Amor Prohibido es el segundo álbum latino certificado más alto en los Estados Unidos solo detrás de su álbum póstumo Dreaming of You.(1995), el cuarto álbum latino más vendido en los Estados Unidos, la grabación tejana más vendida de la década de 1990, y sigue siendo la grabación tejana más vendida de todos los tiempos. Amor Prohibido ha sido clasificado entre las grabaciones latinas más esenciales de los últimos 50 años por la revista Billboard, mientras que la revista Rolling Stone lo nombró uno de los 500 mejores álbumes de todos los tiempos. NPR clasificó el álbum número 19 en su lista de los 150 mejores álbumes hechos por mujeres; fue el álbum de mayor rango de una artista latina. 
Se publicaron cinco sencillos, mismos que alcanzaron el primer lugar en el Hot Latin Tracks de Billboard y es la única mujer que ha logrado dicha posición con mayor cantidad de sencillos de un álbum en español. Obtuvo una buena acogida comercial en Estados Unidos y México. Ha vendido 1.5 millones de copias en el mundo.

## Antecedentes
Continuando con la fórmula de los álbumes anteriores, A.B. Quintanilla III se asoció con Pete Astudillo y Ricky Vela, para llegar a lo que esperaba fuera un éxito de Selena. Así mismo, Selena se involucra por primera vez en la composición, dando parte de la letra del tema "Bidi bidi bom bom", dedicada a su esposo. Sus sencillos: "Amor prohibido", "No me queda más", "Bidi bidi bom bom", "Techno Cumbia" y "Fotos y recuerdos", se convirtieron en éxitos en las estaciones de radio en los EE. UU. y México.
Selena grabó una canción con el grupo de pop latino Barrio Boyz, titulado "Donde quiera que estés", antes de la grabación de "Amor prohibido". El dúo fue otro golpe para el número uno de Selena. Esta pista apareció originalmente en el álbum Barrio Boyz y está incluido en la nueva versión de este álbum como pista bono. 
El álbum hizo el Ranking Top 200 del Billboard Pop y sustituye a Gloria Estefan Mi Tierra en el # 1 en el Billboard Latin Tracks. Fue número 1 durante 78 semanas.[cita requerida] También se llevó seis premios en el Tejano Music Awards y otra nominación al Grammy en 1995 a la Mejor Mexicano / Mexicano-Americano álbum así como 4 Premios Lo Nuestro y del Billboard Latin Music Awards. El inesperado éxito de este álbum dio lugar a una amplia gira de promoción, retrasando los esfuerzos de la grabación del álbum en inglés, Dreaming of You, que fue publicado póstumamente en 1995, con versiones nuevas de su éxitos y temas en inglés inéditos. Más de 400.000 copias de "Amor prohibido" se habían vendido en el momento de la muerte de Selena en Estados Unidos y 150.000 copias en México.[cita requerida]

## Listado de canciones
- Todas las canciones fueron producidas por A.B. Quintanilla III.

| N.º | Título                                       | Escritor(es)                         | Duración |  |
| 1.  | «Amor prohibido»                             | A.B. Quintanilla III, Pete Astudillo | 2:49     |  |
| 2.  | «No me queda más»                            | Ricky Vela                           | 3:17     |  |
| 3.  | «Cobarde»                                    | Jorge Luis Borrego                   | 2:50     |  |
| 4.  | «Fotos y recuerdos» (Back On The Chain Gang) | Chrissy Hynde, Ricky Vela            | 2:33     |  |
| 5.  | «El chico del apartamento 512»               | Ricky Vela, A.B. Quintanilla III     | 3:28     |  |
| 6.  | «Bidi bidi bom bom»                          | Selena Quintanilla, Pete Astudillo   | 3:25     |  |
| 7.  | «Techno Cumbia»                              | A.B. Quintanilla III, Pete Astudillo | 3:43     |  |
| 8.  | «Tus desprecios»                             | A.B. Quintanilla III, Ricky Vela     | 3:24     |  |
| 9.  | «Si una vez»                                 | A.B. Quintanilla III, Pete Astudillo | 2:42     |  |
| 10. | «Ya no»                                      | A.B. Quintanilla III, Ricky Vela     | 3:56     |  |

- 20 Years of Music: Re-Issued Edition (2002)

| 20 Years of Music: Re-Issued Edition (2002) | |                            |          |  |
| N.º                                         | Título                                                                                              | Escritor(es)               | Duración |  |
| 11.                                         | «Donde quiera que estés» (Featuring Barrio Boyzz)                                                   | K.C. Porter, Miguel Flores | 4:30     |  |
| 12.                                         | «Spoken Liners Notes by The Band and Family» (Comentarios sobre el álbum por la familia y la banda) |                            | 23:56    |  |
| 13.                                         | «Amor prohibido» (Video)                                                                            | Quintanilla III, Astudillo | 2:50     |  |
| 14.                                         | «No me queda más» (Video)                                                                           | Vela                       | 3:49     |  |

## Personal
- Selena - Voz
- Chris Pérez, Henry Gómez - Guitarra
- Rafael Garza, René Gasca - Trompeta
- Gilbert Garza - Trombón
- Johnny Sáenz - Acordeón
- Ricky Vela, Joe Ojeda - Teclados
- A.B. Quintanilla III - Bajo
- Suzette Quintanilla - Batería
- Stephanie Lynn - Coros
- Rick Álvarez - Voz de fondo
- Rock 'N' Roll James - Voz de fondo

## Sencillos

### Hot Latin Tracks
- "Amor prohibido"
- "Bidi bidi bom bom"
- "No me queda mas"
- "Fotos y recuerdos"
- "Techno Cumbia"
- "Si una vez"
- "El chico del apartamento 512"

## Certificaciones
La Recording Industry Association of America (RIAA) certificó el disco de oro, para envíos de 500.000 unidades. En tres semanas, fue certificado platino por incrementos de un millón de unidades. Amor Prohibido se convirtió en el primer disco tejano en recibir una certificación de platino. Para junio de 1995, había vendido 1,5 millones de unidades en los Estados Unidos, de las cuales 100 000 se vendieron sólo en Puerto Rico. A noviembre de 2017, el álbum ha sido certificado 36 × platino (latino), lo que denota 2,14 millones de unidades equivalentes al álbum vendidas. Amor Prohibido es el segundo álbum latino certificado más alto en los Estados Unidos detrás de su álbum póstumo Dreaming of You (1995). Amor Prohibido es el cuarto álbum latino más vendido de todos los tiempos en los EE. UU. Con más de 1.246 millones de copias vendidas en octubre de 2017. El álbum ha vendido más de 1.5 millones de copias en todo el mundo. La grabación se ha clasificado como el álbum tejano más vendido de la década de 1990.
| País           | Organismo certificador | Certificación        | Ventas    |
| -------------- | ---------------------- | -------------------- | --------- |
| Estados Unidos | RIAA                   | 41× Platino (Latino) | 2 460 000 |
| México         | AMPROFON               | Oro                  | 400 000   |